# Piano nobile

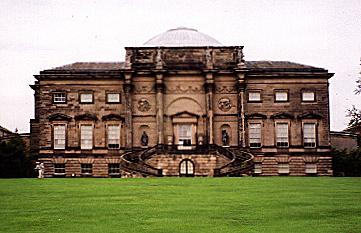
Kedleston Hall. El piano nobile en el primer piso es claramente distinguible por las ventanas más grandes. Está ubicado sobre una planta baja de mampostería rústica y bajo un piso secundario.

El piano nobile —que en español se diría: «piso noble»— es el piso principal de una gran residencia, normalmente construido en alguno de los estilos de la arquitectura renacentista clásica. Este piso contiene los dormitorios principales y habitaciones de recepción del edificio. El término en alemán es beletage (derivado del francés bel étage, ' bella planta'), ambos del siglo XVII.
El piano nobile es habitualmente el primer piso, aunque algunas veces puede ser el segundo, ubicado sobre una planta baja de mampostería de cantera que contiene habitaciones secundarias y de servicio.
Las razones para esta disposición obedecen a la obtención de mejores perspectivas y también para evitar la humedad. Esto último era especialmente importante en Venecia, donde el piano nobile de muchos palazzi resultaba visible desde el exterior a causa de sus grandes ventanales, balcones y galerías abiertas sobre los canales. Entre los principales ejemplos destacan la Ca' Foscari, la Ca' d'Oro y el palacio Barbarigo. 
La característica principal del piso solía ser la mayor dimensión de sus ventanas. En Inglaterra y también en Italia era decorado además con mampostería en relieve decorado, que acentuaba su importancia, y el hecho de que los habitantes de la mansión no necesitaban ingresar por el piso de servicio ubicado debajo. Un ejemplo en Inglaterra es el Kedleston Hall y en Italia la Villa Capra. 
La mayoría de las casas incluían un segundo piso sobre el piano nobile, destinado a habitaciones de uso más íntimo y dormitorios de la familia cuando no se contaba con la presencia de invitados de honor. Sobre esta segunda planta solía existir un ático con dormitorios de servicio.
En Italia, especialmente en los palazzi urbanos, el nivel sobre el piano nobile es a veces identificado como "segundo piano nobile", ante todo si las galerías y balcones reflejan su importancia, aunque en menor escala que el piso principal. Sin embargo, las habitaciones principales se encuentran siempre en el piano nobile mismo. 
Esta organización por niveles se mantuvo en toda Europa mientras existió la construcción de grandes mansiones en estilo clásico, ya avanzado el siglo XIX.